# Police Tero F.C.
Câu lạc bộ bóng đá Police Tero (tiếng Thái: สโมสรฟุตบอลโปลิส เทโร) là một câu lạc bộ bóng đá chuyên nghiệp có trụ sở tại thành phố Băng Cốc Thái Lan. Câu lạc bộ đã từng là Á quân của AFC Champions League (hay còn gọi là Cúp C1 của châu Á) vào năm 2003 sau khi để thua trước câu lạc bộ Al-Ain của Các tiểu vương quốc A Rập thống nhất.

## Lịch sử câu lạc bộ
Câu lạc bộ này được thành lập vào năm 1992. Trước đây được gọi dưới tên là đội Trường Sasana Witthaya và được thành lập bởi ông Worawi Makudi. Trận đấu đầu tiên của đội là với Sư đoàn 3 của Hoàng gia Thái Lan trong năm 1993. Trong năm 1994, đội chơi ở giải hạng 2. Năm 1995, đội chơi ở giải hạng 1 của bóng đá Thái Lan, và bắt đầu chơi ở giải này vào năm 1996. Trong năm đó, Worawi Makudi và ông Brian L. Marcar, giám đốc điều hành của BEC Tero-Entertainment Co. Ltd, quyết định đổi tên đội thành Câu lạc bộ bóng đá BEC Tero Sasana. Mùa giải đầu tiên kết thúc ở vị trí thứ 12 trong số 18 đội tham dự giải.
Trong năm 1997, câu lạc bộ BEC Tero Sasana kết thúc mùa giải ở vị trí thứ 5. Sau đó vào năm 1998, Công ty thông tin BEC-World tài trợ cho đội bóng và đổi tên thành Tero Sasana Sasana F.C.. Kết thúc mùa giải đội bóng đã giành vị trí thứ 3 ở giải Thai Premier League. và cũng là một trong tám đội cuối cùng để vào vòng chung kết Thai FA Cup.
Năm 1999, một lần nữa câu lạc bộ giành được vị trí thứ 3 tại giải hạng 1 vô địch quốc gia và nằm trong số các đội bóng cuối cùng tại giải Thai FA Cup.
Năm 2000 là một năm thành công cho BEC Tero Sasana FC. Đội bóng lần đầu tiên vô địch tại Thai Premier League cùng việc vô địch King's Cup.
Trong năm 2001, BEC Tero Sasana lần thứ hai liên tiếp vô địch Thai League khiến lượng fan hâm mộ tăng lên rất nhiều.
Sự thành công của câu lạc bộ tiếp tục trong một vài năm tiếp theo và lên đến đỉnh điểm với vị trí Á quân AFC Champions League trong mùa giải 2002/03.

## Câu lạc bộ liên quan
- Ayutthaya F.C.
- Đại học Bangkok Christian
- Chiangmai F.C.
- Esan United
- Shimizu S-Pulse
- Yotha
- Yangon United F.C.
- Hoàng Anh Gia Lai F.C.
- TSW Pegasus
- Arsenal
- Blackpool

## Nhà tài trợ
Dưới đây là các nhà tài trợ của câu lạc bộ BEC Tero Sasana (tên là "BEC Tero Sasana Partners"):
- TV channal 3
- FBT
- Thai AirAsia
- BEC-TERO Entertainment
- NITTO
- WAI WAI
- Honda
- AIA